# Равна Гора (Бургаська область)
Ра́вна Гора́ (болг. Равна гора) — село в Бургаській області Болгарії. Входить до складу громади Созопол.

## Населення
За даними перепису населення 2011 року у селі проживали 662 особи.
Національний склад населення села:
| Національність   | Кількість осіб | Відсоток |
| ---------------- | -------------- | -------- |
| цигани           | 307            | 49,0%    |
| турки            | 174            | 27,8%    |
| болгари          | 145            | 23,2%    |
| інша             | 0              | 0%       |
| не визначились   | 0              | 0%       |
| Всього відповіли | 626            |          |

Розподіл населення за віком у 2011 році:
Динаміка населення: